# Rhododendron titapuriense
Rhododendron titapuriense är en ljungväxtart som beskrevs av A.A.Mao, K.N.E.Cox och D.F.Chamb. Rhododendron titapuriense ingår i släktet rododendron, och familjen ljungväxter. Inga underarter finns listade i Catalogue of Life.